# Modi'in Illit
Modi'in Illit (tiếng Hebrew: מודיעין עילית, tiếng Ả Rập: موديعين عيليت) là một thành phố Israel. Thành phố thuộc quận Judea & Samariac. Thành phố có diện tích 4,746 km2, dân số năm 2009 là 46.200 người.